# Escamps, Yonne
Escamps är en kommun i departementet Yonne i regionen Bourgogne-Franche-Comté i norra Frankrike. Kommunen ligger i kantonen Coulanges-la-Vineuse som tillhör arrondissementet Auxerre. År 2022 hade Escamps 853 invånare.

## Befolkningsutveckling
Antalet invånare i kommunen Escamps
| Referens: INSEE |